# Station Wolsztyn
Station Wolsztyn is een spoorwegstation in de Poolse plaats Wolsztyn.